# Scylla-Gletscher
Der Scylla-Gletscher ist ein großer Gletscher im ostantarktischen Mac-Robertson-Land. In den Prince Charles Mountains fließt er in östlicher Richtung zwischen der Athos Range und der Porthos Range zum Amery-Schelfeis ab.
Er wurde im Dezember 1956 von Teilnehmern einer Kampagne der Australian National Antarctic Research Expeditions unter der Leitung des australischen Bergsteigers William Gordon Bewsher (1924–2012) entdeckt und wegen der Unwirtlichkeit des Gebiets nach Scylla benannt, einem Meeresungeheuer aus der griechischen Mythologie.